# Cyperus pinetorum
Cyperus pinetorum là loài thực vật có hoa trong họ Cói. Loài này được Britton mô tả khoa học đầu tiên năm 1916.